# Жовтневый энтомологический заказник
Жовтневый заказник — энтомологический заказник местного значения. Расположен в Болградском районе Одесской области, вблизи села Каракурт.
Площадь заказника — 15,00 га. Заказник создан в 1983 году по решению облисполкома от 3 декабря 1983 г. № 682. Границы заказника регламентируются распоряжением Болградской районной государственной администрации от 2 апреля 2007 № 208/А-2007.
Заказник создан на землях колхоза им. Ленина для охраны места обитания диких пчел — опылителей и участков семенников многолетних трав. Цель создания заказника — увеличение численности ценных опылителей — диких пчёл. Согласно данным экологического обследования 2003 года поселения диких пчёл на территории заказника отсутствуют, также отсутствуют и участки семенников многолетних трав. Территория заказника представляет собой искусственные древесные насаждения, среди которых есть участки степи с растениями, занесёнными в Красную книгу Украины и Красный список Одесской области (7 видов) и фитоценозами из Зелёной книги Украины.